# NHL (1931/1932)
Sezon NHL 1931-1932 był 15. sezonem ligi NHL. Osiem zespołów rozegrało po 48 meczów w sezonie zasadniczym. Puchar Stanleya zdobyła drużyna Toronto Maple Leafs.

## Sezon zasadniczy
M = Mecze, W = Wygrane, P = Przegrane, R = Remisy, PKT = Punkty, GZ = Gole Zdobyte, GS = Gole Stracone, KwM = Kary w minutach
| Dywizja Kanadyjska  | M  | W  | P  | R | PKT | GZ  | GS  | KwM |
| ------------------- | -- | -- | -- | - | --- | --- | --- | --- |
| Montreal Canadiens  | 48 | 25 | 16 | 7 | 57  | 128 | 111 | 450 |
| Toronto Maple Leafs | 48 | 23 | 18 | 7 | 53  | 155 | 127 | 625 |
| Montreal Maroons    | 48 | 19 | 22 | 7 | 45  | 142 | 139 | 593 |
| New York Americans  | 48 | 16 | 24 | 8 | 40  | 95  | 142 | 596 |

| Dywizja Amerykańska | M  | W  | P  | R  | PKT | GZ  | GS  | KwM |
| ------------------- | -- | -- | -- | -- | --- | --- | --- | --- |
| New York Rangers    | 48 | 23 | 17 | 8  | 54  | 134 | 112 | 511 |
| Chicago Black Hawks | 48 | 18 | 19 | 11 | 47  | 86  | 101 | 464 |
| Detroit Falcons     | 48 | 18 | 20 | 10 | 46  | 95  | 108 | 415 |
| Boston Bruins       | 48 | 15 | 21 | 12 | 42  | 122 | 117 | 373 |

### Najlepsi strzelcy
| Zawodnik         | Drużyna             | Mecze | Bramki | Asysty | Punkty | Minuty karne |
| ---------------- | ------------------- | ----- | ------ | ------ | ------ | ------------ |
| Busher Jackson   | Toronto Maple Leafs | 48    | 28     | 25     | 53     | 63           |
| Joe Primeau      | Toronto Maple Leafs | 46    | 13     | 37     | 50     | 25           |
| Howie Morenz     | Montreal Canadiens  | 48    | 24     | 25     | 49     | 46           |
| Charlie Conacher | Toronto Maple Leafs | 44    | 34     | 14     | 48     | 66           |
| Bill Cook        | New York Rangers    | 48    | 33     | 14     | 47     | 33           |

## Playoffs

### Ćwierćfinały
| Chicago Blackhawks – Toronto Maple Leafs | Chicago Blackhawks – Toronto Maple Leafs | Chicago Blackhawks – Toronto Maple Leafs | Chicago Blackhawks – Toronto Maple Leafs | Chicago Blackhawks – Toronto Maple Leafs | Chicago Blackhawks – Toronto Maple Leafs |
| Data                                     | Wyjazd                                   | Wyjazd                                   | Dom                                      | Dom                                      |                                          |
| ---------------------------------------- | ---------------------------------------- | ---------------------------------------- | ---------------------------------------- | ---------------------------------------- | ---------------------------------------- |
| 27 marca                                 | Toronto                                  | 0                                        | 1                                        | Chicago                                  |                                          |
| 29 marca                                 | Chicago                                  | 1                                        | 6                                        | Toronto                                  |                                          |
| Toronto wygrało bramkami 6:2             |                                          |                                          |                                          |                                          |                                          |

| Detroit Falcons – Montreal Maroons | Detroit Falcons – Montreal Maroons | Detroit Falcons – Montreal Maroons | Detroit Falcons – Montreal Maroons | Detroit Falcons – Montreal Maroons | Detroit Falcons – Montreal Maroons |
| Data                               | Wyjazd                             | Wyjazd                             | Dom                                | Dom                                |                                    |
| ---------------------------------- | ---------------------------------- | ---------------------------------- | ---------------------------------- | ---------------------------------- | ---------------------------------- |
| 27 marca                           | Mtl. Maroons                       | 1                                  | 1                                  | Detroit                            |                                    |
| 29 marca                           | Detroit                            | 0                                  | 2                                  | Mtl. Maroons                       |                                    |
| Mtl. Maroons wygrał bramkami 3:1   |                                    |                                    |                                    |                                    |                                    |

### Półfinały
| Montreal Canadiens – New York Rangers                         | Montreal Canadiens – New York Rangers | Montreal Canadiens – New York Rangers | Montreal Canadiens – New York Rangers | Montreal Canadiens – New York Rangers | Montreal Canadiens – New York Rangers | Montreal Canadiens – New York Rangers |
| Data                                                          | Wyjazd                                | Wyjazd                                | Dom                                   | Dom                                   |                                       |                                       |
| ------------------------------------------------------------- | ------------------------------------- | ------------------------------------- | ------------------------------------- | ------------------------------------- | ------------------------------------- | ------------------------------------- |
| 24 marca                                                      | NY Rangers                            | 3                                     | 4                                     | Mtl. Canadiens                        |                                       |                                       |
| 26 marca                                                      | NY Rangers                            | 4                                     | 3                                     | Mtl. Canadiens                        | Po 3 dogrywkach                       |                                       |
| 27 marca                                                      | Mtl. Canadiens                        | 0                                     | 1                                     | NY Rangers                            |                                       |                                       |
| 30 marca                                                      | Mtl. Canadiens                        | 2                                     | 5                                     | NY Rangers                            |                                       |                                       |
| NY Rangers wygrało 3:1 i awansował do finału Pucharu Stanleya |                                       |                                       |                                       |                                       |                                       |                                       |

| Montreal Maroons – Toronto Maple Leafs                              | Montreal Maroons – Toronto Maple Leafs | Montreal Maroons – Toronto Maple Leafs | Montreal Maroons – Toronto Maple Leafs | Montreal Maroons – Toronto Maple Leafs | Montreal Maroons – Toronto Maple Leafs | Montreal Maroons – Toronto Maple Leafs |
| Data                                                                | Wyjazd                                 | Wyjazd                                 | Dom                                    | Dom                                    |                                        |                                        |
| ------------------------------------------------------------------- | -------------------------------------- | -------------------------------------- | -------------------------------------- | -------------------------------------- | -------------------------------------- | -------------------------------------- |
| 30 marca                                                            | Toronto                                | 1                                      | 1                                      | Mtl. Maroons                           |                                        |                                        |
| 2 kwietnia                                                          | Mtl. Maroons                           | 2                                      | 3                                      | Toronto                                | Po dogrywce                            |                                        |
| Toronto wygrało bramkami 4:3 i awansował do finału Pucharu Stanleya |                                        |                                        |                                        |                                        |                                        |                                        |

### Finał Pucharu Stanleya
| New York Rangers – Toronto Maple Leafs       | New York Rangers – Toronto Maple Leafs | New York Rangers – Toronto Maple Leafs | New York Rangers – Toronto Maple Leafs | New York Rangers – Toronto Maple Leafs | New York Rangers – Toronto Maple Leafs |
| Data                                         | Wyjazd                                 | Wyjazd                                 | Dom                                    | Dom                                    |                                        |
| -------------------------------------------- | -------------------------------------- | -------------------------------------- | -------------------------------------- | -------------------------------------- | -------------------------------------- |
| 5 kwietnia                                   | Toronto                                | 6                                      | 4                                      | NY Rangers                             |                                        |
| 7 kwietnia                                   | NY Rangers                             | 2                                      | 6                                      | Toronto                                |                                        |
| 9 kwietnia                                   | NY Rangers                             | 4                                      | 6                                      | Toronto                                |                                        |
| Toronto wygrało 3:0 i zdobył Puchar Stanleya |                                        |                                        |                                        |                                        |                                        |

## Nagrody
| Nagrody                    | Nagrody                             |
| -------------------------- | ----------------------------------- |
| O’Brien Trophy:            | Montreal Canadiens                  |
| Prince of Wales Trophy:    | New York Rangers                    |
| Hart Memorial Trophy:      | Howie Morenz, Montreal Canadiens    |
| Lady Byng Memorial Trophy: | Joe Primeau, Toronto Maple Leafs    |
| Vezina Trophy:             | Chuck Gardiner, Chicago Black Hawks |